# Albert Ballin
Albert Ballin (Amburgo, 15 agosto 1857 – Amburgo, 9 novembre 1918) è stato un imprenditore tedesco, fondatore e maggiore proprietario della Hamburg America Line nonché uno dei maggiori pionieri dell'industria del trasporto navale; a lui si deve l'invenzione del moderno concetto di nave da crociera.

## Biografia
Nato ad Amburgo, dove il padre gestiva una agenzia che aiuta gli emigranti ad arrivare negli Stati Uniti. Nel 1874 alla morte del padre il giovane Albert ereditò il business paterno, ampliandolo e trasformandolo in una compagnia di navigazione transatlantica. Albert ottenne grande successo e altri profitti grazie all'intuizione di caricare merci durante i viaggi di ritorno delle navi, risolvendo l'ostico problema che gravava su tutte le compagnie marittime poiché nella tratta Europa-America le navi di linea erano colme di emigranti, ma al rientro viaggiavano quasi vuote poiché il flusso migratorio era quasi solo unidirezionale. Grazie a queste doti manageriali divenne direttore generale della HAPAG nel 1899.
Inizialmente Ballin ebbe grossi problemi di leadership, in quanto era di origine ebraica ed era solo direttore e non proprietario della compagnia. Tuttavia egli godeva della profonda stima del Kaiser Guglielmo II di Germania, che lo ricevette personalmente in molteplici occasioni e che andava sempre a trovarlo ogni volta che si recava ad Amburgo.
Nel 1890 ebbe l'idea di utilizzare le navi nei mesi invernali (in cui il clima rendeva difficoltoso e poco proficuo il viaggio oltreoceano) non più per trasportare viaggiatori ma semplicemente per far loro trascorrere dei periodi di tempo in luoghi più caldi e in mare. Il 22 gennaio 1891 partì quella che può essere considerata la prima crociera della storia a bordo della SS Augusta Victoria che viaggiò per sei mesi nel Mar Mediterraneo. Il successo fu tale che nel 1899 Ballin ordinò ai cantieri Blohm & Voss la costruzione della Prinzessin Victoria Luise, prima nave al mondo specificatamente progettata per le crociere.
Tra il 1884 e il 1983, assieme all'imprenditore Julius Adrian Pollacsek fece investimenti sull'isola di Sylt per il suo rilancio turistico.
Nel 1900 acquistò quattordici navi a vapore dalla A. C. de Freitas & Co. e l'anno seguente costruì la Emigration Halls, ovvero un moderno terminal portuale dedicato a coloro che si imbarcavano sulle proprie navi, capace di accogliere migliaia di persone. Ballin viaggiava spesso sulle proprie navi, parlando volentieri con i viaggiatori per cogliere suggerimenti e miglioramenti utili.
Poco prima della prima guerra mondiale Ballin tentò di mediare con il Regno Unito un accordo che consentiva ad entrambi i paesi di continuare ad operare negli oceani, tuttavia non ebbe successo. Durante la guerra vide la sua compagnia di navigazione andare rapidamente in bancarotta a causa dell'impossibilità di svolgere un servizio regolare e perse diverse navi, il colpo più duro fu la perdita della modernissima SS Vaterland, ormeggiata ad Hoboken e requisita dalla US Navy nel 1917 dopo l'ingresso degli USA in guerra. Inizialmente sperava di poter riprendere il controllo delle proprie navi al termine del conflitto, ricostruendo la sua compagnia grazie al flusso migratorio; ma con il peggiorare della situazione militare dell'Impero Tedesco si rese conto che in caso di sconfitta (ormai inevitabile) le sue navi migliori sarebbero state utilizzate per pagare i debiti di guerra e il 9 novembre 1918 si suicidò con una overdose di sonniferi. Due giorni dopo la guerra avrà termine e come Ballin aveva previsto la SS Imperator e la SS Bismarck furono cedute al Regno Unito come danni di guerra, oltre alla SS Vaterland che fu tenuta definitivamente dagli USA.

## Riconoscimenti
- La nave SS Albert Ballin venne chiamata così in suo onore.
- La Deutsche Bundespost nel 1957 emise un francobollo speciale per commemorare il centenario della sua nascita.
- La sua casa è stata preservata ed è attualmente sede del UNESCO Institute for Lifelong Learning
- Viene citato nel romanzo La caduta dei giganti di Ken Follett